# Cerro del Aripo
El Cerro del Aripo est une montagne de Trinité-et-Tobago, le point culminant du pays. Elle se situe à une altitude de 940 mètres à la limite des régions de Tunapuna-Piarco et Sangre Grande.